# Naberezjnye Tsjelny
Naberezjnye Tsjelny (Russisch: На́бережные Челны́, Naberezjnië Tjselnie; Tataars: Яр Чаллы of Yar Çallı) is een stad in Rusland, gelegen aan de Kama in het noordoosten van de deelrepubliek Tatarije, waarvan het de tweede stad naar inwoneraantal is. Van 1982 tot 1988 heette de stad Brezjnev (Russisch:Брежнев).
De oppervlakte is 139,9 km², met aan beide zijden van de Kama een groot aantal voorsteden. De bevolking van de stad bestaat uit Russen (44,9%), Wolga-Tataren (47,4%), Tsjoevasjen (1,9%), Oekraïners (1,3%), Basjkieren (1,2%) en Mari, Mordwienen en Oedmoerten (samen 1,5%).

## Geschiedenis
Naberezjnye Tsjelny is een van de oudste Russische nederzettingen in Tatarije. De eerste vermeldingen van nederzettingen op de plaats van de huidige stad dateren van 1626. Uit de tijd van het Kanaat van Kazan is een Tataarse stad Tsjamy bekend. Het huidige Naberezjnye Tsjelny heeft de status van stad echter pas sinds 1930. In de 19e eeuw was de plaatselijke haven een belangrijk centrum van de graanhandel. De stad speelde een belangrijke rol in de Russische kolonisatie van de omliggende regio. De grote groei van de stad is te danken aan de komst van een waterkrachtcentrale in de Kama en de auto-industrie.

## Infrastructuur
De stad is een belangrijk knooppunt van autowegen en beschikt over een haven aan de rivier de Kama en een regionale luchthaven. Verder is zo'n 20% van de totale industrie van Tatarije gevestigd in Naberezjnye Tsjelny, waaronder de auto- en vrachtwagenfabrikant Kamaz, petrochemische industrie en energiecentrales.

## Onderwijs
In de stad bevindt zich een aantal instellingen voor hoger onderwijs:
- Pedagogische Staatshogeschool van Naberezjnye Tsjelny
- Politechnische Staatshogeschool van de Kama
- Staatshogeschool voor lichamelijke opvoeding van de Kama
- Dependance van de Staatsuniversiteit van Kazan

## Sport
KAMAZ Naberezjnye Tsjelny is de professionele voetbalclub van Naberezjnye Tsjelny. De club speelde meerdere seizoen op het hoogste Russische niveau, de Premjer-Liga. 

## Geboren
- Lilia Noeroetdinova (1963), atlete, olympisch kampioene
- Aleksandr Boecharov (1985), voetballer
- Ilnur Zakarin (1989), wielrenner
- Daler Koezjajev (1993), voetballer

Bestuurlijk centrum: Kazan

Agryz · Almetjevsk · Aznakajevo · Bavly · Boegoelma · Boeinsk · Bolgar · Jelaboega · Laisjevo · Leninogorsk · Mamadysj · Mendelejevsk · Menzelinsk · Naberezjnye Tsjelny · Nizjnekamsk · Noerlat · Tetjoesji · Tsjistopol · Zainsk · Zelenodolsk